# Anton Prilepov
Anton Mikhaylovich Prilepov ou Anton Prylepau (biélorusse : Антон Михайлович Прилепов, né le 5 février 1984 à Mahiliow en RSS de Biélorussie) est un archer biélorusse.

## Biographie
Prilepov fait ses débuts au tir à l'arc en 1997. En 2004, il participe à sa première édition des Jeux olympiques. En 2014, il remporte sa première médaille continental lors des championnats d'Europe de 2014 où il se rend en finale de l'individuelle homme. L'année suivante, il remporte ses deux premières médailles en coupe du monde de tir à l'arc à l'épreuve de Wrocław et également une médaille aux Jeux européens de 2015. 

## Palmarès
- Jeux olympiques[2]
  - 9e à l'épreuve individuelle homme aux Jeux olympiques d'été de 2004 à Athènes.
  - 33e à l'épreuve individuelle homme aux Jeux olympiques d'été de 2016 à Rio de Janeiro.

- Coupe du monde[1]
  -  Médaille de bronze à l'épreuve par équipe mixte à la coupe du monde 2015 de Wrocław.
  -  Médaille de bronze à l'épreuve individuelle homme à la coupe du monde 2015 de Wrocław.

- Jeux européens[1]
  -  Médaille de bronze à l'épreuve individuelle homme aux Jeux européens 2015 de Bakou.

- Championnats d'Europe[1]
  -  Médaille d'argent à l'épreuve individuelle homme aux Championnats d'Europe de 2014 de Echmiadzin.